# Tanja Lanäus

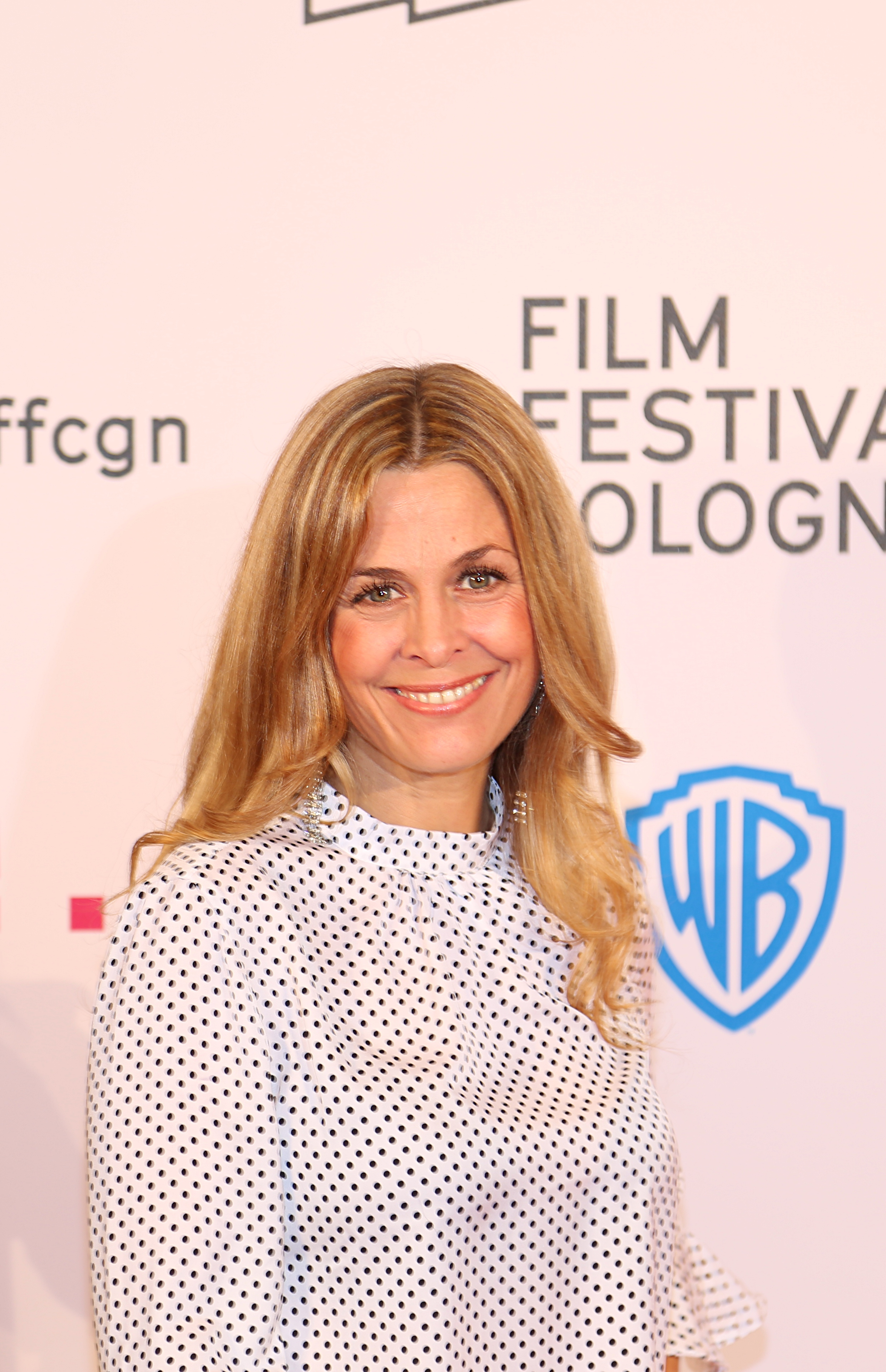
Tanja Lanäus (2017)

Tanja Lanäus (* 16. Juli 1971 in Köln) ist eine deutsche Theater- und Fernsehschauspielerin.

## Leben

### Karriere
Tanja Lanäus absolvierte ihre Schauspielausbildung von 1995 bis 1997 an der Schauspielschule der Keller  und stand dann auf einigen Theaterbühnen. Danach bekam sie eine Nebenrolle in der RTL-Serie Unter uns, gefolgt von zahlreichen, weiteren Film-und-Fernsehproduktionen. Große Bekanntheit erlangte sie schließlich ab dem Jahr 2000 mit ihrer Hauptrolle als Juliane Roth bei Verbotene Liebe. In der ARD-Telenovela Sturm der Liebe spielt Lanäus seit Januar 2022 (Folge 3753) die Rolle der Yvonne Klee.
Im Juli 1999, im Oktober 2019 und im September 2023 war Lanäus mit einer Bilderserie in der deutschsprachigen Ausgabe des Playboy abgebildet.

### Privates
Tanja Lanäus ist verheiratet. Das Paar hat eine Tochter und einen Sohn (* 2002). Sie lebt mit ihrer Familie in Köln. Neben ihrer Muttersprache Deutsch spricht sie auch fließend Englisch und Spanisch.

## Filmografie
- 1994: Peanuts – Die Bank zahlt alles
- 1996–1997: Unter uns (Fernsehserie)
- 1997: Stadtklinik (Fernsehserie, 1 Folge)
- 1998: Bettgeflüster
- 1998: Ein ehrenwertes Haus (Fernsehserie)
- 1999: Die Wache (Fernsehserie, 1 Folge)
- 1999: Priority Call
- 1999: Die Anrheiner (Fernsehserie, 1 Folge)
- 2000: Mädchenhandel – Das schmutzige Geschäft mit der Lust
- 2000–2003: Verbotene Liebe (Fernsehserie)
- 2002–2005: Alarm für Cobra 11 – Die Autobahnpolizei (Fernsehserie, 2 Folgen, verschiedene Rollen)
- 2002: Motorrad Cops
- 2003: Familie Heinz Becker (Fernsehserie, 1 Folge)
- 2004: Ohne Worte
- 2005: Lindenstraße (Fernsehserie, 1 Folge)
- 2006: Weibsbilder
- 2007: Deutschland ist schön – Die Allstar Comedy
- 2007: Wilsberg: Miss-Wahl (Fernsehreihe)
- 2007: Drei, ein Viertel (Fernsehserie)
- 2007: 112 – Zwischen Leben und Tod (Pilotfilm)
- 2008: 112 – Sie retten dein Leben (Fernsehserie)
- 2008: Inga Lindström – Der Zauber von Sandbergen
- 2008–2009: Alles was zählt (Fernsehserie)
- 2009: Das Haus Anubis (Fernsehserie)
- 2011: Lena – Liebe meines Lebens (Fernsehserie)
- 2011: SOKO Köln (Fernsehserie, 1 Folge)
- 2012: MEK 8
- 2012: Cindy und die jungen Wilden
- 2012: Der Mallorca Detektiv
- 2013: Pastewka (Fernsehserie, 1 Folge)
- 2013: Du Opfer (Spielfilm)
- 2014: Post von Papa
- 2015: Bettys Diagnose (Fernsehserie, 1 Folge)
- 2017: Rhein-Lahn Krimi: Jammertal
- 2017: Der Staatsanwalt (Fernsehserie, 1 Folge)
- 2017: Meine Mutter ist unmöglich
- 2017: Club der roten Bänder (Fernsehserie)
- 2017: Falkenberg – Mord im Internat (Fernsehserie)
- 2018: Hotel Verschmitzt
- 2019: Im Schatten das Licht
- 2020: Heldt (Fernsehserie, 1 Folge)
- seit 2022: Sturm der Liebe (Fernsehserie)